# Meerforel
De meerforel (Salmo trutta lacustris) is een vis uit de familie zalmen (Salmonidae). Deze vis heeft nog twee verschillende vormen: de zeeforel (S. t. trutta) en de beekforel (S. t. lario). De meerforel wordt beschouwd als een zoetwatervorm van de forel (S. trutta). Uit onderzoek blijkt dat iedere forel zich, naargelang de omstandigheden, kan ontwikkelen tot ofwel een naar zee migrerende vorm (zeeforel), ofwel een vis die zijn hele leven in het zoete water verblijft (beekforel en meerforel). Het onderscheid in ondersoorten (S. trutta fario, S. trutta lacustris en S. trutta trutta) is daarom onjuist. In het Engels worden deze vormen (beek- en meerforel) 'brown trout' genoemd. Daarom komt de naam bruine forel regelmatig voor in slecht vertaalde publicaties over forel. Door slechte vertalingen kan ook verwarring optreden met de Noord-Amerikaanse "Lake trout" Salvelinus namaycush, een zelfstandige soort met een groenige grondkleur en lichte vlekken.

## Kenmerken
De meerforel heeft een gedrongen, torpedovormig lichaam, dat aan de flanken wat samengedrukt is. De rug is blauwgrijs tot groengrijs, de buik lichtgrijs tot wit en de flanken zijn zilverkleurig met vele onregelmatig gevormde, vaak x-vormige zwarte vlekken. Uiterlijk kan de meerforel worden onderscheiden van de beekforel door het ontbreken van de rode punten.

De meerforel is normaal 40 tot 80 cm lang. Een van de grootste exemplaren dat gevangen is was 119 cm lang. Het dier weegt meestal 0,8 tot 5,0 kilo, maar er is ook een dier van 33,2 kilo gevangen.

## Verspreiding en habitat
Deze vis leeft in zoet water en eet insecten en kleine vissen. De vis komt voor in Scandinavië, Rusland, Groot-Brittannië, Ierland en de Alpen. Hij leeft daar in grote koele meren.
De meerforel is meestal na twee tot drie jaar geslachtsrijp. Voor de paring gaan de vissen naar de stromen die op de meren uitkomen. De paartijd is van september tot oktober. Als ze een goede plaats gevonden heeft, begint het vrouwtje met staartslagen een 15 tot 30 cm diepe groeve te graven. Het vrouwtje legt dan haar eieren in de groeve, die door het mannetje bevrucht worden. Daarna bedekt het vrouwtje de groeve weer. Dit herhaalt zich in de volgende dagen dan weer met andere partners, tot haar eitjes op zijn.

De jonge vissen zwemmen dan in de loop van een of twee jaar terug naar de meren. In hun jeugd voeden ze zich met allerlei kleine diertjes, maar als ze geslachtsrijp worden eten ze alleen nog vissen, ook van hun eigen soort.